# Kraljevec Radobojski
Kraljevec Radobojski is een plaats in de gemeente Radoboj in de Kroatische provincie Krapina-Zagorje. De plaats telt 50 inwoners (2001).